# Белокопытник душистый
Белокопы́тник души́стый (лат. Petasítes fragrans) — многолетнее травянистое растение из рода Белокопытник.
Родина растения — Северная Африка, Южная Европа. В настоящее время Белокопытник душистый распространился по всей Западной Европе. Чаще всего его можно встретить на обочинах дорог, где он нередко забивает все прочие растения.

## Названия
Видовое название растение получило из-за своеобразного запаха, похожего на запах ванили.

Синонимы:
- Nardosmia fragrans (Vill.) Rchb. — Нардосмия душистая
- Nardosmia racemosa Pasq. — Нардосмия красная
- Tussilago fragrans Vill. — Мать-и-мачеха душистая

Английское общеупотребительное название растения — Winter heliotrope (с англ. — «зимний гелиотроп»), что связано с зимним временем цветения и похожестью соцветий на соцветия представителей рода Heliotropium семейства Бурачниковые.

## Биологическое описание
Высота взрослого растения — от 30 до 50 см. Листья кожистые, заострённые.
Цветки розово-белые, пахучие. В Западной Европе растение цветёт в январе-феврале.